# Из истории дипломатии
«Из истории дипломатии» — научно-популярная серия книг специализированного издательства «Международные отношения» (Москва), выходившая в 1989—1991 годах. В серию вошли книги о видных политических деятелях, непосредственно участвовавших в разработке и реализации внешнеполитических решений; переиздания мемуаров дипломатов; книги об истории и деятельности дипломатической службы России в важные исторические периоды.
Первой книгой, открывшей серию, стало издание о С. Ю. Витте.
Формат книги: 84x108/32 (130х205 мм); переплёт или бумажная обложка.

## Книги серии

### 1989
- Игнатьев А. В. С. Ю. Витте — дипломат. — М.: Международные отношения, 1989. — 336, [16] с. — (Из истории дипломатии). — 60 000 экз. — ISBN 5-7133-0052-8. (в пер.)
- Богданов А. П. и др. «Око всей великой России»: Об истории русской дипломатической службы XVI—XVII веков / А. П. Богданов, И. В. Галактионов, М. П. Лукичев и др. — М.: Международные отношения, 1989. — 240, [16] с. — (Из истории дипломатии). — 50 000 экз. — ISBN 5-7133-0059-5. (обл.)
- Уткин А. И. Дипломатия Вудро Вильсона. — М.: Международные отношения, 1989. — 320 с. — (Из истории дипломатии). — 60 000 экз. — ISBN 5-7133-0070-6. (в пер.)
- Извольский А. П. Воспоминания. — М.: Международные отношения, 1989. — 192 с. — (Из истории дипломатии). — 50 000 экз. — ISBN 5-7133-0190-7. (обл.)
- Гаврюшкин А. В. Граф Никита Панин: Из истории русской дипломатии XVIII века. — М.: Международные отношения, 1989. — 176, [8] с. — (Из истории дипломатии). — 50 000 экз. — ISBN 5-7133-0261-7. (обл.)

### 1991
- Борисов Ю. В. Дипломатия Людовика XIV. — М.: Международные отношения, 1991. — 384, [16] с. — (Из истории дипломатии). — 50 000 экз. — ISBN 5-7133-0305-5. (в пер.)
- Глинкин А. Н. Дипломатия Симона Боливара. — М.: Международные отношения, 1991. — 352, [32] с. — (Из истории дипломатии). — 25 000 экз. — ISBN 5-7133-0306-3. (в пер.)
- Сахаров А. Н. Дипломатия Святослава. — Изд. 2-е, доп. — М.: Международные отношения, 1991. — 240, [8] с. — (Из истории дипломатии). — 50 000 экз. — ISBN 5-7133-0352-7. (обл.)